# Sokočnica
Sokočnica je rijeka u Bosni i Hercegovini.
Rijeka Sokočnica izvire kod sela Zagorići u podnožju Crnog vrha na 1.141 metara nadmorske visine, na obroncima planine Lisine. Protiče između sela Gerzovo i Trnovo u mrkonjićkoj općini, čineći prirodnu granicu između ta dva naseljena mjesta. Nakon par kilometara, Sokočnica ulazi u duboki kanjon dugačak desetak kilometara, u kome se nalazi i tzv. Sokolačka pećina. Rijeka protiče ispod zidina tvrđave pod imenom Soko Grad. Ulijeva se u Plivu u šipovačkoj općini, a ušće je udaljeno samo 3 kilometra od centra grada.
Na rijeci se nalazi ukupno 18 vodenica, od kojih je samo nekoliko u funkciji. Na Sokočnici se nalazi i ribnjak u kome se uzgaja uglavnom potočna pastrva, a na nekoliko mjesta se mogu naći i brane koje grade dabrovi. Iz rijeke se napaja vodovodna mreža za nekoliko sela.